# Gjinar
Gjinar es una localidad albanesa del condado de Elbasan. Se encuentra situada en el centro del país y desde 2015 está constituida como una unidad administrativa del municipio de Elbasan. A finales de 2011, el territorio de la actual unidad administrativa tenía 3478 habitantes.
La unidad administrativa incluye los pueblos de Lleshan, Gjinar, Valesh, Pashtresh, Derstile, Llukan, Sterstan, Xibresh, Maskarth, Kaferr y Pobrat.
Se ubica unos 10 km al sureste de la capital municipal Elbasan.